# Мар’їно (Барятінський район)
Мар’їно (рос. Марьино) — присілок в Барятінському районі Калузької області Російської Федерації.
Населення становить 5 осіб. Входить до складу муніципального утворення Сільське поселення присілок Бахмутово.

## Історія
У 1929-1937 року населений пункт належав до Сухиницького округу Західної області. Відтак, у 1937-1944 роках належав до Смоленської області, від 1944 року в складі Калузької області.
Від 2004 року входить до складу муніципального утворення Сільське поселення присілок Бахмутово.

## Населення
1. Н/Д[3]